# Boogie Shoes
Boogie Shoes è un singolo del gruppo disco statunitense KC and the Sunshine Band, estratto dall'album del 1975 KC and the Sunshine Band.
Il branno ottenne un successo mondiale dopo essere stato inserito nella colonna sonora de La febbre del sabato sera, nel 1977. Venne quindi pubblicato come singolo, raggiungendo la posizione 35 della Billboard Hot 100 e la numero 29 della classifica Billboard dei brani soul.
A livello musicale, il singolo usa una progressione di accordi blues di sedici barre. Come in molte delle canzoni disco dei KC, alcuni testi sono spiritosamente suggestivi: ("Voglio farlo fino al sorgere del sole | voglio farlo fino a non averne più").

## Composizione
- Harry Wayne Casey – voce, tastiere
- Jerome Smith – chitarra
- Richard Finch – basso
- Robert Johnson – batteria
- Oliver C. Brown – percussioni
- Ken Faulk – tromba
- Vinnie Tanno – tromba
- Mike Lewis – sassofono tenore
- Whit Sidener – sassofono baritono
- Beverly Champion – cori di sottofondo
- Margaret Reynolds – cori di sottofondo
- Jeanette Williams – cori di sottofondo